# Li Na (tennisster)
| Posities op de WTA-ranglijst Positie per einde seizoen: \| jaar \| rang enkelspel \| rang dubbelspel \| \| ---- \| -------------- \| --------------- \| \| 1999 \| 363 \| 321 \| \| 2000 \| 134 \| 89 \| \| 2001 \| 303 \| 327 \| \| 2002 \| 277 \| 657 \| \| 2004 \| 80 \| 349 \| \| 2005 \| 57 \| 145 \| \| 2006 \| 21 \| 73 \| \| 2007 \| 29 \| 143 \| \| 2008 \| 23 \| – \| \| 2009 \| 15 \| – \| \| 2010 \| 11 \| – \| \| 2011 \| 5 \| – \| \| 2012 \| 7 \| – \| \| 2013 \| 3 \| – \| \| 2014 \| 9 \| – \| |                |                 |
| jaar | rang enkelspel | rang dubbelspel |
| 1999 | 363            | 321             |
| 2000 | 134            | 89              |
| 2001 | 303            | 327             |
| 2002 | 277            | 657             |
| 2004 | 80             | 349             |
| 2005 | 57             | 145             |
| 2006 | 21             | 73              |
| 2007 | 29             | 143             |
| 2008 | 23             | –               |
| 2009 | 15             | –               |
| 2010 | 11             | –               |
| 2011 | 5              | –               |
| 2012 | 7              | –               |
| 2013 | 3              | –               |
| 2014 | 9              | –               |

Dit is een Chinese naam; de familienaam is Li.
Li Na (Chinees: 李娜; pinyin: Lǐ Nà) (Wuhan, 26 februari 1982) is een voormalig tennisspeelster uit de Volksrepubliek China die in 1999 tot het profcircuit is toegetreden. Zij speelt tennis vanaf haar negende, nadat zij eerst twee jaar badminton speelde. Li was de eerste Chinese die zich kon plaatsen voor een grandslamtoernooi en de eerste Chinese die een plaats in de top tien van de wereldranglijst wist te veroveren.
Daarnaast was Li de eerste Chinese die de kwartfinale op een grandslamtoernooi kon bereiken, dit deed zij in 2006 op Wimbledon. In 2011 behaalde zij met een finale op de Australian Open haar beste resultaat op een grandslamtoernooi tot dan toe. Zij was hiermee de eerste Chinese die de finale van een grandslamtoernooi bereikte. Later dat jaar op Roland Garros wist zij dit te overtreffen door haar eerste grandslamtoernooi te winnen. In 2014 volgde een tweede grandslamtitel, op de Australian Open.
Li won in haar loopbaan negen WTA-titels in het enkelspel en twee titels in het dubbelspel. Daarnaast won zij negentien enkelspeltoernooien en zestien dubbelspeltoernooien in het ITF-circuit. Vanaf 1999 maakte zij deel uit van het Chinese Fed Cup-team (met onderbrekingen vanwege blessures). Zij is getrouwd met haar voormalige coach Jiang Shan. Sinds augustus 2012 werd zij gecoacht door Carlos Rodríguez. Wegens onoverkomelijke knieproblemen beëindigde zij haar loopbaan in 2014.
In 2019 werd zij opgenomen in de internationale Tennis Hall of Fame.

## Loopbaan

### 2004-2006
In 2004 was Li de eerste Chinese die een WTA-toernooi won in het enkelspel. Zij won als kwalificatiespeelster het toernooi van Guangzhou. In zowel 2005 als 2006 bereikte Li de finale van het WTA-toernooi van Estoril. Zij kon dit toernooi echter geen enkele keer op haar naam schrijven, na nederlagen tegen respectievelijk Lucie Šafářová en haar landgenote Zheng Jie. In 2006 bereikte zij de kwartfinale op Wimbledon, waar zij verloor van de Belgische Kim Clijsters. Zij was daarmee de eerste Chinese die de kwartfinale op een grandslamtoernooi bereikte.

### 2007-2009
Li was in 2007 lange tijd geblesseerd en keerde pas in het begin van 2008 terug. Zij won bij haar terugkeer meteen haar tweede WTA-titel in het enkelspel in Gold Coast. In augustus 2008 versloeg Li in de kwartfinale op de Olympische Spelen in Peking de Amerikaanse Venus Williams, de nummer acht van de wereldranglijst op dat moment, in twee sets met 7-5, 7-5 en dat tot grote vreugde van het Chinese thuispubliek. Verder in het toernooi kon zij deze stunt niet herhalen. Zij verloor in de halve finale in twee sets van Dinara Safina en ook de partij om het brons tegen Vera Zvonarjova verloor zij in twee sets. In 2009 verloor zij de finale van het toernooi van Monterrey tegen Marion Bartoli in twee sets. Later dat jaar verloor zij ook in de finale van het toernooi van Birmingham tegen Magdaléna Rybáriková. Op het US Open van 2009 bereikte Li voor de tweede keer in haar loopbaan de kwartfinale op een grandslamtoernooi. Zij verloor hier in twee sets tegen Kim Clijsters, die het toernooi later ook zou winnen.

### 2010
Na het bereiken van de halve finale op het Australian Open, die Li na twee tiebreaks verloor tegen de latere winnares Serena Williams, werd zij de eerste Chinese tennisspeelster die de top tien van het vrouwentennis wist te bereiken. Later dat jaar won Li de derde enkelspeltitel in haar carrière. Zij versloeg in de finale van het toernooi van Birmingham het voormalige nummer één van de wereld, Maria Sjarapova, in twee sets. Li bereikte voor de tweede keer in haar loopbaan de kwartfinale op Wimbledon. In de vierde ronde versloeg zij de hoger geplaatste Agnieszka Radwańska, maar in de kwartfinale was het eerste reekshoofd en de latere winnares Serena Williams te sterk in twee sets. Nadat zij de derde ronde bereikte op het toernooi van Montréal, klom Li naar de negende plaats op de wereldranglijst, haar hoogste positie tot dan toe. Op het US Open was Li geplaatst als achtste reekshoofd en had zij een kwartfinaleplaats te verdedigen. Zij moest het toernooi echter al na de eerste ronde verlaten na een nederlaag in drie sets tegen de Oekraïense Kateryna Bondarenko. Hierdoor belandde Li weer buiten de top tien van de WTA-ranglijst. In haar thuisland bereikte Li de halve finale van het hoog aangeschreven toernooi van Peking. Zij verloor er in twee sets van Vera Zvonarjova. Li beëindigde het seizoen net buiten de top tien van de wereldranglijst, op de elfde positie.

### 2011
Het seizoen 2011 begon uitstekend voor Li, met een zege op het toernooi van Sydney, door in de finale Kim Clijsters te verslaan. Ook op het Australian Open liep het vlot. Zij versloeg in de halve finale Caroline Wozniacki, de nummer één op de wereldranglijst. Zij won deze partij in drie sets na een wedstrijdpunt in de tweede set te hebben weggewerkt. Zo werd zij de allereerste Chinese ooit in de finale van een grandslamtoernooi, de tweede finale op rij voor Li in 2011, en ook de tweede tegen Kim Clijsters. Dit keer moest zij de eindzege wel aan Clijsters laten. Zij verloor de finale in drie sets. Door deze prestatie steeg Li naar de zevende plaats op de wereldranglijst, haar beste positie tot dan toe. Op Roland Garros was het nog eens raak. Zij won in de finale van Francesca Schiavone met 6-4 en 7-6. Zij werd daarmee de eerste Chinese die een grandslamtoernooi won, en zij bereikte haar vooralsnog hoogste positie op de wereldranglijst: de vierde plaats. Op Wimbledon kon zij dit niveau niet opnieuw halen – in de tweede ronde werd zij in drie sets uitgeschakeld door de Duitse Sabine Lisicki. Zij eindigde het jaar als vijfde op de wereldranglijst.

### 2012
Bij haar eerste optreden, in Sydney, bereikte Li de finale – zij verloor deze van Viktoryja Azarenka. Op het Australian Open werd zij in de vierde ronde door Kim Clijsters uitgeschakeld. Op de mandatory-toernooien in maart, Indian Wells en Miami, waren de kwartfinales haar eindstation. Zij kwam nogmaals tot de finale op het toernooi van Rome – hier moest zij het hoofd buigen voor Maria Sjarapova. Net als op het eerste grandslamtoernooi van dit jaar kwam zij ook op Roland Garros niet voorbij de vierde ronde. Na Wimbledon (tweede ronde) deed Li Na nog mee aan de Olympische spelen in Londen, maar hier struikelde zij al in de eerste ronde. Het ging weer beter met Li tijdens het Noord-Amerikaanse hardcourtseizoen – in Montréal bereikte zij de finale (verslagen door Petra Kvitová) en in Cincinnati greep zij haar zesde enkelspeltitel. Aan het eind van het jaar was haar ranglijstpositie gezakt tot de zevende plaats.

### 2013
Li begon uitstekend aan het WTA-seizoen 2013, met een zege op het nieuwe toernooi van Shenzhen. In de finale versloeg zij de Tsjechische Klára Zakopalová. Hiermee steeg zij een plaatsje op de wereldranglijst, naar de zesde positie. Op het Australian Open stootte zij door tot de finale, die zij echter verloor van de winnares van vorig jaar, Viktoryja Azarenka. Als gevolg van een enkelblessure die zij tijdens de finale van het Australian Open opliep, trok Li zich terug van de toernooien van Doha en Dubai.

### 2014
Om te beginnen wist Li haar titel in Shenzhen te prolongeren. Op het Australian Open kon zij, na twee eerdere finales te hebben verloren, dan eindelijk de titel pakken. Op Roland Garros strandde zij al in de eerste ronde, en ook op Wimbledon kwam zij niet verder dan de derde ronde. De medische toestand van haar knieën verhinderde haar verdere deelname aan het WTA-circuit. Hoewel zij in voorgaande jaren wist te herstellen van drie operaties aan haar rechterknie, bleek dit na een nieuwe operatie (nu aan de linkerknie) niet meer mogelijk. Op 19 september maakte Li Na bekend dat zij niet meer zou terugkeren in het actieve beroepstennis.

## Palmares
| Legenda                | Legenda                  |
| ---------------------- | ------------------------ |
| Grandslamtoernooi      |                          |
| Olympische Spelen      |                          |
| Year-End Championships |                          |
| tot 2009               | 2009 – 2020 / vanaf 2021 |
| Tier I                 | Premier Mandatory        |
| Tier II                | Premier Five / WTA 1000  |
| Tier III               | Premier / WTA 500        |
| Tier IV & V            | International / WTA 250  |
|                        | Challenger / WTA 125     |

### WTA-finaleplaatsen enkelspel
| nr.              | finale     | toernooi               | ondergrond | tegenstandster       | score          |         |
| ---------------- | ---------- | ---------------------- | ---------- | -------------------- | -------------- | ------- |
| gewonnen finales |            |                        |            |                      |                |         |
| 1.               | 2004-10-03 | WTA Guangzhou          | hardcourt  | Martina Suchá        | 6-3, 6-4       | details |
| 2.               | 2008-01-05 | WTA Gold Coast         | hardcourt  | Viktoryja Azarenka   | 4-6, 6-3, 6-4  | details |
| 3.               | 2010-06-13 | WTA Birmingham         | gras       | Maria Sjarapova      | 7-5, 6-1       | details |
| 4.               | 2011-01-14 | WTA Sydney             | hardcourt  | Kim Clijsters        | 7-6, 6-3       | details |
| 5.               | 2011-06-04 | Roland Garros          | gravel     | Francesca Schiavone  | 6-4, 7-6       | details |
| 6.               | 2012-08-19 | WTA Cincinnati         | hardcourt  | Angelique Kerber     | 1-6, 6-3, 6-1  | details |
| 7.               | 2013-01-05 | WTA Shenzhen           | hardcourt  | Klára Zakopalová     | 6-3, 1-6, 7-5  | details |
| 8.               | 2014-01-04 | WTA Shenzhen           | hardcourt  | Peng Shuai           | 6-4, 7-5       | details |
| 9.               | 2014-01-25 | Australian Open        | hardcourt  | Dominika Cibulková   | 7-6, 6-0       | details |
| verloren finales |            |                        |            |                      |                |         |
| 1.               | 2005-05-01 | WTA Estoril            | gravel     | Lucie Šafářová       | 7-6, 4-6, 3-6  | details |
| 2.               | 2006-05-07 | WTA Estoril            | gravel     | Zheng Jie            | 7-6, 5-7, opg. | details |
| 3.               | 2009-03-08 | WTA Monterrey          | hardcourt  | Marion Bartoli       | 4-6, 3-6       | details |
| 4.               | 2009-06-14 | WTA Birmingham         | gras       | Magdaléna Rybáriková | 0-6, 6-7       | details |
| 5.               | 2011-01-29 | Australian Open        | hardcourt  | Kim Clijsters        | 6-3, 3-6, 3-6  | details |
| 6.               | 2012-01-13 | WTA Sydney             | hardcourt  | Viktoryja Azarenka   | 2-6, 6-1, 3-6  | details |
| 7.               | 2012-05-20 | WTA Rome               | gravel     | Maria Sjarapova      | 6-4, 4-6, 6-7  | details |
| 8.               | 2012-08-13 | WTA Montréal           | hardcourt  | Petra Kvitová        | 5-7, 6-2, 3-6  | details |
| 9.               | 2013-01-26 | Australian Open        | hardcourt  | Viktoryja Azarenka   | 6-4, 4-6, 3-6  | details |
| 10.              | 2013-04-28 | WTA Stuttgart          | gravel     | Maria Sjarapova      | 4-6, 3-6       | details |
| 11.              | 2013-10-27 | WTA Tour Championships | hardcourt  | Serena Williams      | 6-2, 3-6, 0-6  | details |
| 12.              | 2014-03-29 | WTA Miami              | hardcourt  | Serena Williams      | 5-7, 1-6       | details |

### WTA-finaleplaatsen vrouwendubbelspel
| nr.              | finale     | toernooi       | ondergrond | partner         | tegenstandsters                       | score         |         |
| ---------------- | ---------- | -------------- | ---------- | --------------- | ------------------------------------- | ------------- | ------- |
| gewonnen finales |            |                |            |                 |                                       |               |         |
| 1.               | 2000-06-18 | WTA Tasjkent   | hardcourt  | Li Ting         | Iroda Tulyaganova Hanna Zaporozjanova | 3-6, 6-2, 6-4 | details |
| 2.               | 2006-06-18 | WTA Birmingham | gras       | Jelena Janković | Jill Craybas Liezel Huber             | 6-2, 6-4      | details |

### Gewonnen ITF-toernooien enkelspel
| nr. | finale     | toernooi          | ondergrond | tegenstandster in finale | score         |
| --- | ---------- | ----------------- | ---------- | ------------------------ | ------------- |
| 1.  | 1999-06-13 | Shenzhen          | hardcourt  | Chung Yang-jin           | 6-2, 6-3      |
| 2.  | 1999-06-20 | Shenzhen          | hardcourt  | Chung Yang-jin           | 6-0, 6-0      |
| 3.  | 1999-08-29 | Westende          | gravel     | Daphne Van de Zande      | 6-3, 6-1      |
| 4.  | 2000-01-23 | Boca Raton        | hardcourt  | Sandra Cacic             | 6-4, 6-3      |
| 5.  | 2000-03-26 | Nanking           | hardcourt  | Marie-Ève Pelletier      | 7-6, 6-2      |
| 6.  | 2000-04-02 | Nanking           | hardcourt  | Ding Ding                | 6-2, 6-2      |
| 7.  | 2000-04-16 | Shenyang          | hardcourt  | Sun Tiantian             | 6-0, 6-4      |
| 8.  | 2000-04-23 | Dalian            | hardcourt  | Chen Li-Ling             | 6-4, 6-4      |
| 9.  | 2000-05-14 | Seoel             | gravel     | Kim Eun-ha               | 6-3, 7-6      |
| 10. | 2000-05-28 | Ho Chi Minhstad   | hardcourt  | Wynne Prakusya           | 6-1, 6-2      |
| 11. | 2000-07-09 | Civitanova Marche | gravel     | Emmanuelle Gagliardi     | 6-3, 4-6, 7-6 |
| 12. | 2001-04-22 | Ho Chi Minhstad   | hardcourt  | Roberta Vinci            | 6-4, 7-5      |
| 13. | 2001-07-29 | Guangzhou         | hardcourt  | Liu Nannan               | 6-1, 6-2      |
| 14. | 2002-02-10 | Midland           | hardcourt  | Mashona Washington       | 6-1, 6-2      |
| 15. | 2004-05-23 | Peking            | hardcourt  | Seiko Okamoto            | 6-4, 6-4      |
| 16. | 2004-05-30 | Tongliao          | hardcourt  | Bahia Mouhtassine        | 6-4, 2-6, 7-6 |
| 17. | 2004-06-06 | Ulanhot           | hardcourt  | Liu Nannan               | 6-0, 6-0      |
| 18. | 2004-06-13 | Peking            | hardcourt  | Suchanun Viratprasert    | 6-2, 6-4      |
| 19. | 2004-10-31 | Shenzhen          | hardcourt  | Sun Tiantian             | 6-3, 4-6, 6-2 |

### Gewonnen ITF-toernooien dubbelspel
| nr. | finale     | toernooi         | ondergrond | partner    | tegenstandsters in finale          | score         |
| --- | ---------- | ---------------- | ---------- | ---------- | ---------------------------------- | ------------- |
| 1.  | 1999-06-13 | Shenzhen         | hardcourt  | Li Ting    | Liza Andriyani Irawati Iskandar    | 6-1, 6-3      |
| 2.  | 1999-06-20 | Shenzhen         | hardcourt  | Li Ting    | Chung Yang-jin Lee Eun-jeong       | 6-3, 6-1      |
| 3.  | 1999-08-15 | Rebecq           | gravel     | Li Ting    | Natalia Galouza Maaike Koutstaal   | 6-1, 6-4      |
| 4.  | 1999-08-22 | Koksijde         | gravel     | Li Ting    | Rewa Hudson Shelley Stephens       | 6-3, 6-2      |
| 5.  | 1999-08-29 | Westende         | gravel     | Li Ting    | Natalia Galouza Anouk Sterk        | 7-6, 6-2      |
| 6.  | 1999-09-19 | Ibaraki          | hardcourt  | Li Ting    | Mareze Joubert Kate Warne-Holland  | 7-6, 6-3      |
| 7.  | 1999-09-26 | Tokio            | hardcourt  | Li Ting    | Maki Arai Kumiko Iijima            | 6-2, 6-1      |
| 8.  | 1999-12-13 | Manilla          | hardcourt  | Li Ting    | Haruka Inoue Maiko Inoue           | 6-3, 6-2      |
| 9.  | 2000-02-28 | Hallandale Beach | hardcourt  | Li Ting    | Jean Okada Hana Šromová            | 6-3, 7-5      |
| 10. | 2000-03-12 | Chengdu          | hardcourt  | Li Ting    | Chae Kyung-yee Ryoko Takemura      | 7-6, 6-1      |
| 11. | 2000-03-26 | Nanking          | hardcourt  | Li Ting    | Ding Ding Lin Ya-Ming              | 6-1, 7-6      |
| 12. | 2000-04-02 | Nanking          | hardcourt  | Li Ting    | Ding Ding Lin Ya-Ming              | 6-1, 7-6      |
| 13. | 2000-04-23 | Dalian           | hardcourt  | Ding Ding  | Chang Kyung-mi Satoko Kurioka      | 7-5, 6-3      |
| 14. | 2000-06-26 | Orbetello        | gravel     | Li Ting    | Joana Cortez Miriam D'Agostini     | 6-3, 7-6      |
| 15. | 2001-03-05 | Hangzhou         | hardcourt  | Shen Luili | Lenka Dlhopolcová Remi Tezuka      | 6-3, 6-3      |
| 16. | 2004-08-22 | The Bronx        | hardcourt  | Liu Nannan | Jessica Lehnhoff Christina Wheeler | 5-7, 6-3, 6-3 |

## Resultaten grandslamtoernooien
| Legenda | Legenda                          |
| ------- | -------------------------------- |
| g.t.    | geen toernooi gehouden           |
| l.c.    | lagere categorie                 |
| –       | niet deelgenomen                 |
| G       | uitgeschakeld in de groepsfase   |
| 1R      | uitgeschakeld in de eerste ronde |
| 2R      | uitgeschakeld in de tweede ronde |
| 3R      | uitgeschakeld in de derde ronde  |
| 4R      | uitgeschakeld in de vierde ronde |
| KF      | uitgeschakeld in de kwartfinale  |
| HF      | uitgeschakeld in de halve finale |
| F       | de finale verloren               |
| W       | het toernooi gewonnen            |
| w-v     | winst/verlies-balans             |

### Enkelspel
| Toernooi        | 2005 | 2006 | 2007 | 2008 | 2009 | 2010 | 2011 | 2012 | 2013 | 2014 |
| --------------- | ---- | ---- | ---- | ---- | ---- | ---- | ---- | ---- | ---- | ---- |
| Australian Open | 3R   | 1R   | 4R   | 3R   | –    | HF   | F    | 4R   | F    | W    |
| Roland Garros   | –    | 3R   | 3R   | –    | 4R   | 3R   | W    | 4R   | 2R   | 1R   |
| Wimbledon       | –    | KF   | –    | 2R   | 3R   | KF   | 2R   | 2R   | KF   | 3R   |
| US Open         | 1R   | 4R   | –    | 4R   | KF   | 1R   | 1R   | 3R   | HF   | –    |
| winst-verlies   | 2-2  | 9-4  | 5-2  | 6-3  | 9-3  | 11-4 | 14-3 | 9-4  | 16-4 | 9-2  |

### Vrouwendubbelspel
| Toernooi        | 2000 | 2001 |    | 2005 | 2006 | 2007 | 2008 |
| --------------- | ---- | ---- | -- | ---- | ---- | ---- | ---- |
| Australian Open | –    | 1R   | –  | 2R   | 2R   | 1R   |      |
| Roland Garros   | –    | –    | –  | 2R   | 2R   | –    |      |
| Wimbledon       | –    | –    | –  | 2R   | –    | –    |      |
| US Open         | 2R   | –    | 3R | 1R   | –    | –    |      |

### Gemengd dubbelspel
| Toernooi        | 2006 |
| --------------- | ---- |
| Australian Open | 1R   |
| Roland Garros   | –    |
| Wimbledon       | –    |
| US Open         | 1R   |